# Exalcidion carenatum
Exalcidion carenatum is een keversoort uit de familie van de boktorren (Cerambycidae). De wetenschappelijke naam van de soort werd voor het eerst geldig gepubliceerd in 1990 door Miguel A. Monné.